# 숀 웨이언스
숀 웨이언스(Shawn Wayans, 1971년 1월 19일 ~ )는 미국의 배우이다.

## 출연 작품
- 무서운 영화
- 무서운 영화2